# Arachis pintoi
Arachis pintoi är en ärtväxtart som beskrevs av Antonio Krapovickas och Walton Carlyle Gregory. Arachis pintoi ingår i släktet jordnötter, och familjen ärtväxter. Inga underarter finns listade i Catalogue of Life.

## Bildgalleri

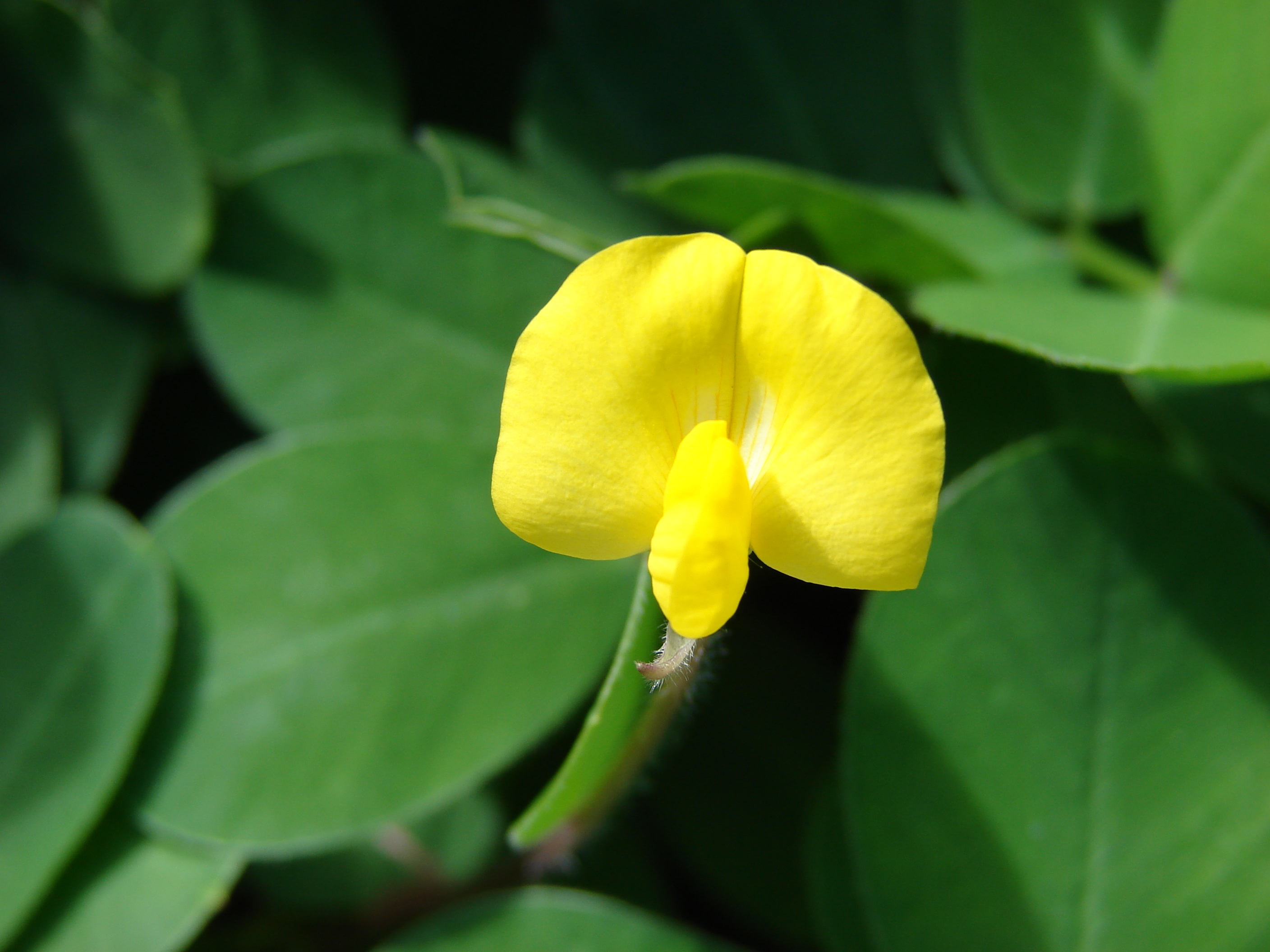
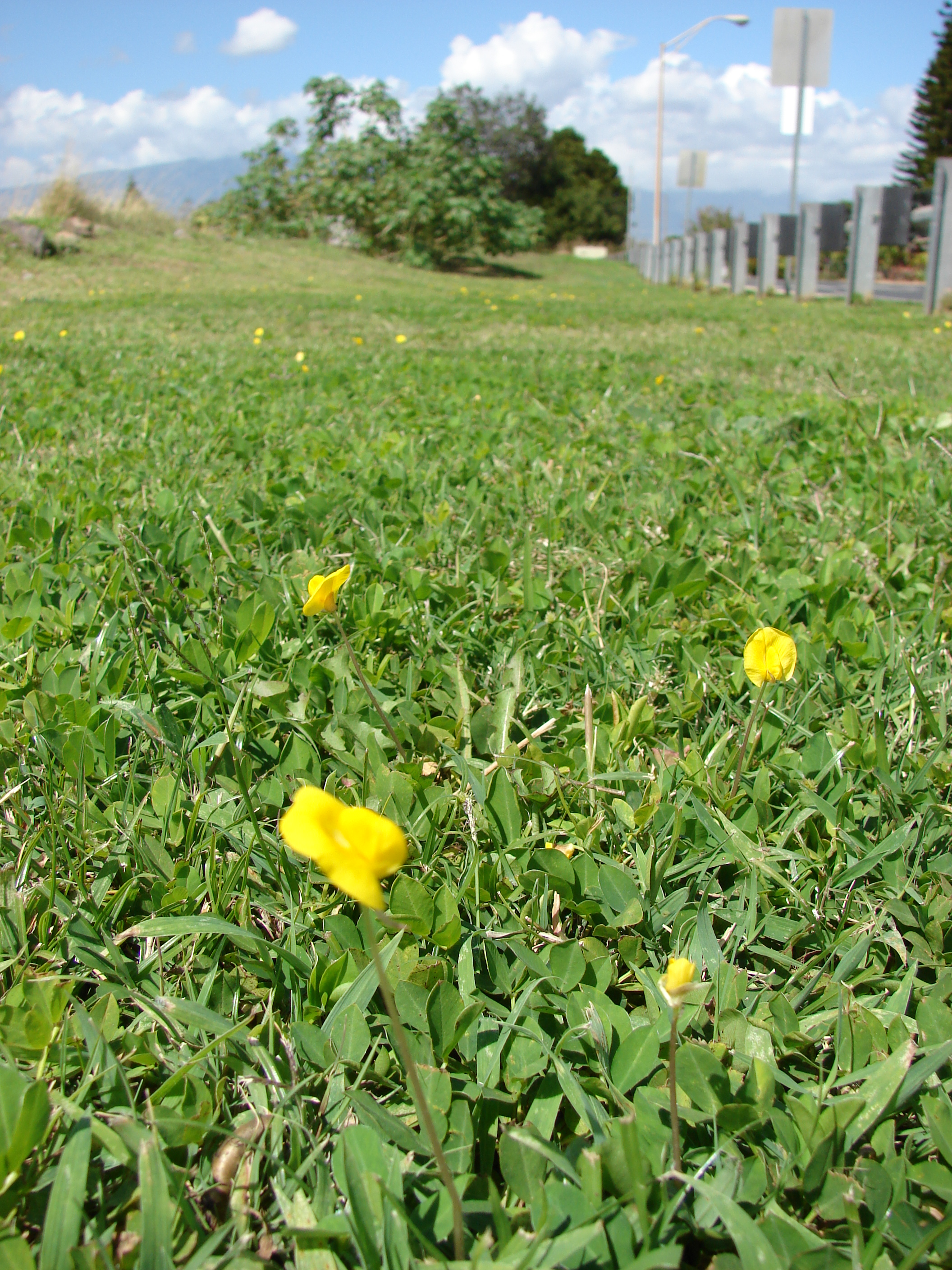
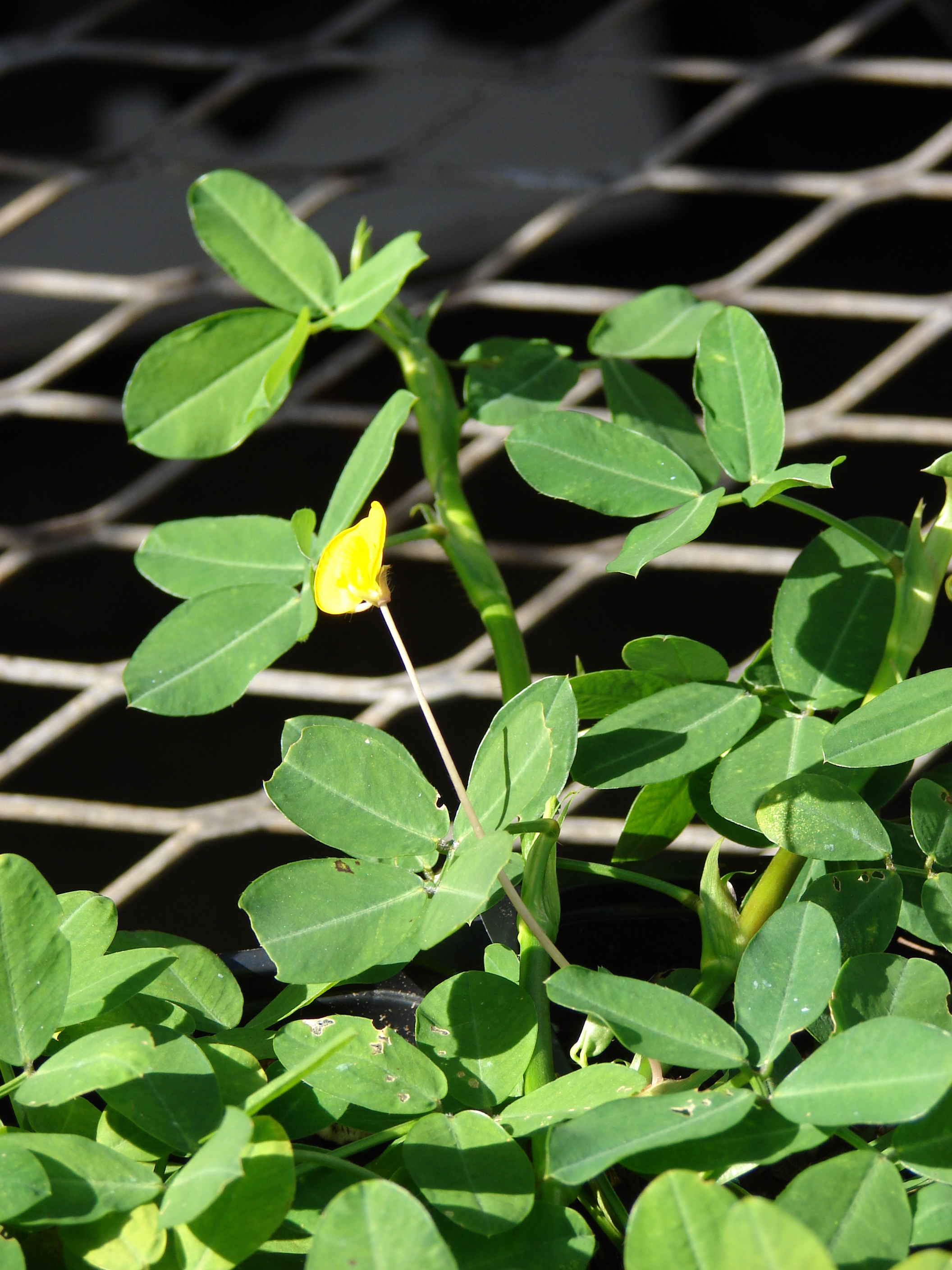
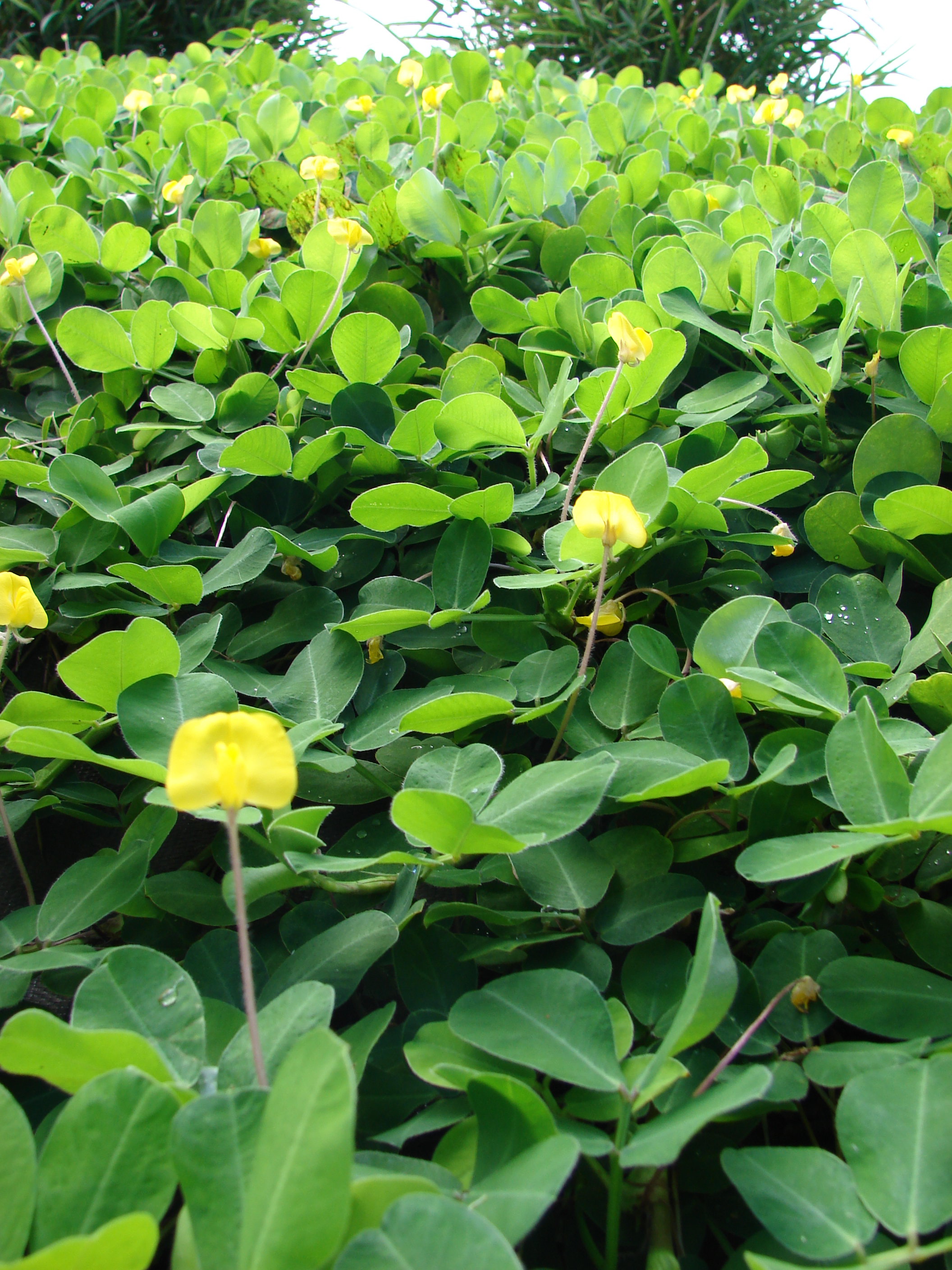
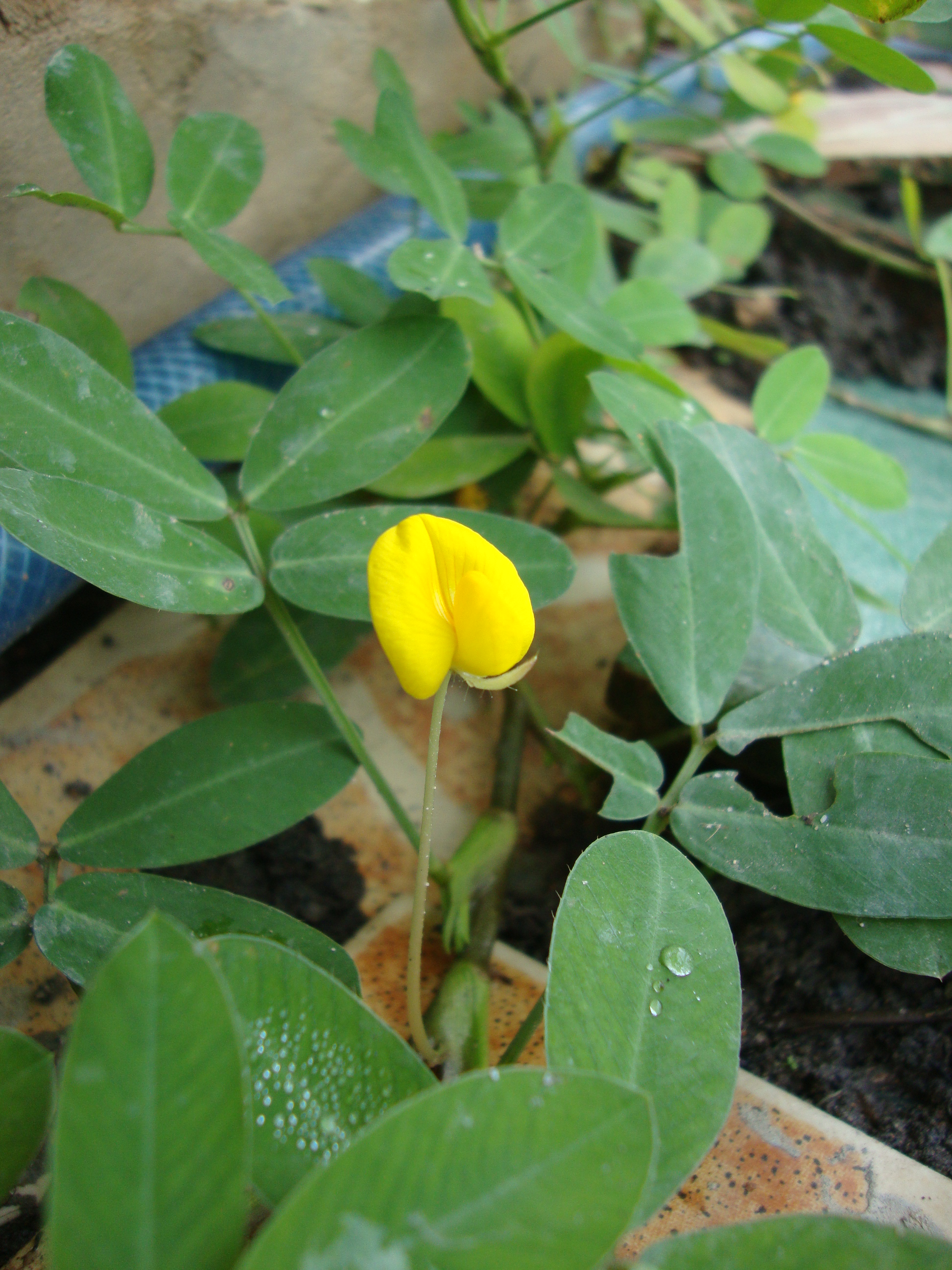
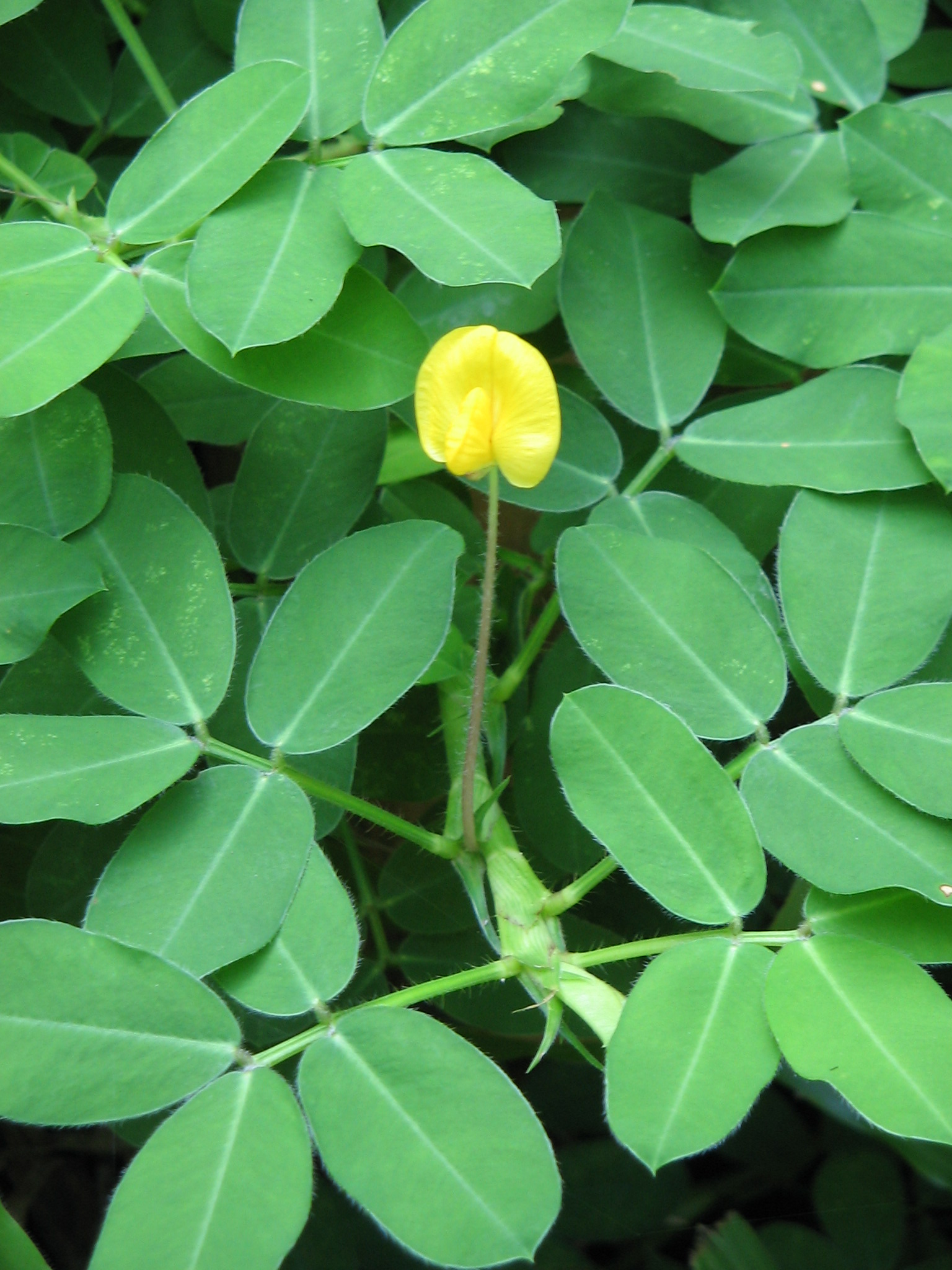